# Blausäure (Roman)
Blausäure (Originaltitel Sparkling Cyanide) ist der 36. Kriminalroman von Agatha Christie. Er erschien zuerst im Februar 1945 in den USA bei Dodd, Mead and Company und im Vereinigten Königreich im Collins Crime Club im Dezember desselben Jahres. Der Scherz Verlag (Bern) veröffentlichte 1949 die deutschsprachige Erstausgabe. 2003 erschien im Fischer Taschenbuchverlag eine Neuübersetzung von Regula Venske.
Es ermittelt zum letzten Mal Colonel Race, ein wiederkehrender Charakter der Romane von Agatha Christie. Er spielte zuvor schon in Der Mann im braunen Anzug, Mit offenen Karten und Der Tod auf dem Nil eine Rolle. Er ist mit Hercule Poirot befreundet, ermittelt in diesem Fall aber alleine.

## Einführung
Der Roman ist eine Erweiterung der Kriminalgeschichte Yellow Iris (dt. Lasst Blumen sprechen) mit Hercule Poirot, die im Juli 1937 in der 559. Ausgabe des Strand Magazine erschienen war. Im Roman spielt Hercule Poirot nun nicht mehr mit. 
Der Roman benutzt zwar die Mordmethode der Kriminalgeschichte, ändert aber die Identität des Täters. 

## Handlung
Der Roman ist in drei „Bücher“ aufgeteilt: Rosemary (Name der Romanfigur, zugleich auch Rosmarin), All Souls’ Day (Allerseelen) und Iris (Name der Romanfigur, zugleich auch Schwertlilie). Alle Titel dieser Bücher haben ein klassisches Zitat als Motto. Das erste entstammt einem Gedicht von John Keats: „What can I do to drive away remembrance from mine eyes“ (Was kann ich tun, um mir die Erinnerung aus den Augen zu schaffen?), das zweite aus Shakespeares Hamlet: „There’s Rosemary, that’s for remembrance“ (Da ist Rosmarin/Rosemary, das ist zur Erinnerung), das dritte stammt aus dem Gedichtband Maud von Alfred Tennyson: „For I thought that the dead had peace/But it is not so …“ (Denn ich dachte, die Toten hätten Frieden, aber das ist nicht so).
Erstes Buch: Nach dem vermeintlichen Suizid der jungen Erbin Rosemary Barton an deren Geburtstag wird die Geschichte aus der Sicht der sechs damals Anwesenden geschildert, die sich im Verlauf eines Jahres an Rosemary Barton zurückerinnern. Rosemary war durch Blausäure in ihrem Champagnerglas umgekommen. Man geht zunächst davon aus, sie habe wegen Depressionen nach einer schweren Grippe sich selber getötet. Das scheint jedoch andererseits nicht zum etwas oberflächlichen und genusssüchtigen Charakter von Rosemary zu passen. 
Zweites Buch: Der Ehemann der verstorbenen Rosemary Barton, George, glaubt nicht an Suizid und stellt ein Jahr nach Rosemarys Tod am Geburtstag von Iris Marle, der Schwester und Erbin von Rosemary, die Szene noch einmal nach. Doch die Tragödie wiederholt sich. Wieder gibt es einen Toten – diesmal ist es George Barton; und zwar kommt er auf dieselbe Weise um, wie vor einem Jahr seine Frau – durch Blausäure in seinem Champagnerglas. Colonel Race, der auch an Rosemarys letztem Geburtstag eingeladen war, aber nicht erschien, und nun auch von George eingeladen war, erscheint erst nach der zweiten Tragödie. Gemeinsam mit Inspektor Kemp, einem ehemaligen Schüler des aus anderen Christie-Romanen bekannten Inspektor Battle, untersucht er nun die Todesfälle.
Drittes Buch: Das dritte Buch umfasst die Aufklärungsarbeit des Inspektors und des Colonels sowie den weiteren Lebensverlauf der anderen Beteiligten. Nachdem nun auch noch Iris Marle das nächste Opfer sein soll, wird der Fall schließlich gelöst: Rosemarys und Iris’ Cousin Victor Drake, ein skrupelloser Abenteurer, hatte die Morde begangen, um an das Erbe zu kommen. George war versehentlich wegen zufällig vertauschter Gläser ermordet worden, das eigentliche Ziel des Giftanschlag war Iris gewesen. Als Drakes Komplizin und heimliche Geliebte entpuppt sich Ruth Lessing, George Bartons Sekretärin. Anthony Browne und Iris kommen sich näher.

## Personen
- Rosemary Barton, eine junge Erbin
- George Barton, ihr Ehemann
- Iris Marle, ihre jüngere Schwester
- Anthony Browne, ein Verehrer von Rosemary
- Ruth Lessing, George Bartons Sekretärin
- Lucilla Drake, Schwester von Iris’ Vater
- Stephen Farraday, aufstrebender Politiker und ein Verehrer von Rosemary
- Lady Alexandra Farraday, Stephens Ehefrau
- Lord Kidderminster, Vater von Alexandra Farraday und mächtiger und einflussreicher Mann
- Lady Kidderminster, seine Frau
- Victor Drake, Lucillas Sohn und Cousin von Rosemary und Iris
- Colonel Race, Ermittler
- Inspektor Kemp, Ermittler

## Verfilmungen
- 1983 verfilmte die CBS das Buch. Die Handlung wurde in der Neuzeit angesiedelt und Colonel Race spielt keine Rolle. Der deutsche Filmtitel ist Zwei Leichen beim Souper.
- Für die englische Fernsehserie Agatha Christie’s Poirot mit David Suchet als Poirot, Hugh Fraser als Hastings, Philip Jackson als Japp und Pauline Moran als Miss Lemon wurde Yellow Iris 1993 adaptiert und verfilmt in Staffel 5. Auch unter Verwendung von Sparkling Cyanide-Motiven.
- 2003 wurde das Buch von Laura Lamson für ITV verfilmt, wieder in einem modernen Set (deutscher Titel: Agatha Christie: Blausäure). Colonel Race  wurde in Colonel Reece umbenannt und erhielt mit Dr. Catherine Kendall eine Partnerin. Die Beziehung zwischen beiden erinnert an Tommy und Tuppence Beresford.
- Blausäure ist der zweite Teil (2013) der französischen Fernsehserie Mörderische Spiele. Die Kriminalfälle sind für die Serie in das Frankreich der 50/60er Jahre versetzt worden – darüber hinaus sind die handelnden Personen ausgetauscht worden. So ermittelt auch nicht Colonel Race, sondern Kommissar Swan Laurence, der von der Lokalreporterin Alice Avril und seiner Sekretärin Marlène Leroy unterstützt wird.

## Wichtige englischsprachige und deutschsprachige Veröffentlichungen
- 1945 Dodd Mead and Company (New York), Februar 1945
- 1945 Collins Crime Club (London), Dezember 1945
- 1949 deutschsprachige Erstausgabe Scherz Verlag (Bern)[3]
- 2003 Neuübersetzung von Regula Venske im Fischer-Taschenbuch-Verlag[4]

## Hörbücher
- 2003 Blausäure (3 CDs): mit der original Miss-Marple-Filmmelodie. Gelesen von Stefan Hunstein. Regie: Caroline Neven du Mont. Gekürzte Fassung von John Hartley. Aus dem Englischen von Luis Ruby. Der Hörverlag München[6]
- 2003 Blausäure (6 CDs). Einzig ungekürzte Lesung. Sprecher: Manfred Fenner. Regie: Hans Eckardt. Übersetzung von E. Picard. Verlag und Studio für Hörbuchproduktionen (Marburg/Lahn)[7]